# لترگاز سفلی
لترگاز سفلی، روستایی است از توابع بخش هزارجریب شهرستان نکا در استان مازندران ایران. اين روستاي محروم در مسير جاده اصلي كه از نكا به روستاي بندبن و استان سمنان ختم شده است قرار دارد و پس از روستاي زنگت روبار و حسين آباد واقع شده است. از روستاهاي همجوار آن مي توان به روستاهايي چون ليموند، كلا، درمزار و لترگاز عليا اشاره كرد. ساكنان آن به پرورش دام، توليد فرآورده هاي لبني، كشاورزي (كشت برنج، جو و گندم)، جمع آوري گياهان وحشي و دارويي (گل گاوزبان، تخم شربتي، ...) مي پردازند. اين روستا در دامنه صخره هاي سنگي بسيار بزرگي جاي دارد و از پايين آن رودخانه اي جاري است. در گذشته، به دليل قرار داشتن در كنار رودخانه، از چندين آسياب آبي و حتي كاروانسرا برخوردار بود كه آن را به يكي از روستاهاي مهم و پرتردد بدل ساخته بود. تمامي ساكنان اين روستا با يكديگر پيوند خانوادگي دارند و نام خانوادگي آنها آقاجاني است. وجود چشمه مريو، رودخانه، منظره طبيعي زيبا، دره پر آب و ساكنان بسيار خونگرم و مهربان از ويژگي هاي اين روستاي دلنشين به شمار مي رود. هم اكنون جاده اين روستا همچنان خاكي است و تازه گاز به آن رسيده است. اين روستا بيش از دو دهه است كه به برق دسترسي دارد. آب آن نيز از چشمه هاي اطراف آن تامين مي شود.

## جمعیت
این روستا در دهستان زارم‌رود قرار دارد و براساس سرشماری مرکز آمار ایران در سال ۱۳۸۵، جمعیت آن ۴۹ نفر (۱۳خانوار) بوده‌است.